# Fresenius Medical Care
Fresenius Medical Care este o companie germană cu sediul în Bad Homburg, din domeniul sanitar. Compania, deținută în proporție de 37% de Fresenius SE, este listată pe Frankfurt Stock Exchange.
Compania este prezentă și în România prin filialele Fresenius Medical Care România și Fresenius NephroCare România.